# Llista de caps d'Estat i de govern actuals
Aquesta és una llista de caps d'Estat i de govern actual. En alguns casos, especialment en sistemes presidencialistes, hi ha un únic dirigent que és, alhora, cap d'Estat i cap de govern. En altres casos, especialment en sistemes semipresidencialistes o parlamentaris, el cap d'Estat i el cap de govern són dues persones diferents. En alguns sistemes semipresidencialistes i parlamentaris, el paper de cap de govern, és a dir el poder executiu, el comparteixen el cap de govern i el cap d'Estat.
La llista inclou el nom de caps d'Estat i de govern electes o designats que prendran possessió del càrrec en una data determinada i coneguda, que s'expliciten com «president electe» i «primer ministre designat». També inclou caps d'Estat i de govern a l'exili si han estat reconeguts internacionalment.

## Estats membres i observadors de les Nacions Unides
| Llegenda |
| --- |
| Les caselles d'aquest color indiquen dirigents amb càrrecs que constitucionalment impliquen l'administració dels poders executiu o legislatiu als seus respectius estat/govern.                                                                             |
| Les caselles d'aquest color indiquen caps d'estat que no són cerimonials i que exerceixen algun poder limitat (per exemple, al Bhutan) o caps de govern de facto, el càrrec dels quals de iure no implica cap poder constitucional (per exemple, Birmània). |

Nota: Els noms en un cos menors indiquen l'exercici del càrrec en funcions, en procés de transició, temporalment o en representació d'altri. Les altres situacions i excepcions s'han fet constar a l'apartat de notes.
| Estat                            | Cap d'Estat | Cap de govern                                                                      |
| -------------------------------- | --- | ---------------------------------------------------------------------------------- |
| Afganistan                       | Líder: Haibatullah Akhundzada | Primer Ministre: Muhàmmad Hàssan Akhund                                            |
| Albània                          | President: Bajram Begaj | Primer ministre: Edi Rama                                                          |
| Alemanya                         | President: Frank-Walter Steinmeier | Canceller: Friedrich Merz                                                          |
| Algèria                          | President: Abdelmadjid Tebboune | Primer ministre: Nadir Larbaoui                                                    |
| Andorra                          | Copríncep episcopal: Joan Enric Vives Sicília Representant del copríncep: Josep Maria Mauri i Prior Copríncep francès: Emmanuel Macron Representant del copríncep: Patrick Strzoda | Cap de govern: Xavier Espot Zamora                                                 |
| Angola                           | President: João Lourenço | President: João Lourenço                                                           |
| Antigua i Barbuda                | Rei: Carles III Governador General: sir Rodney Williams | Primer ministre: Gaston Browne                                                     |
| Argentina                        | President: Alberto Fernández | President: Alberto Fernández                                                       |
| Armènia                          | President: Vahagn Khachaturyan | Primer ministre: Nikol Paixinian                                                   |
| Austràlia                        | Rei: Carles III Governador General: David Hurley | Primer ministre: Anthony Albanese                                                  |
| Àustria                          | President Federal: Alexander Van der Bellen | Canceller Federal: Karl Nehammer                                                   |
| Azerbaidjan                      | President: Ilham Aliyev | Primer ministre: Ali Asadov                                                        |
| Bahames, les                     | Rei: Carles III Governador General: sir Cornelius A. Smith | Primer ministre: Philip Davis                                                      |
| Bahrain                          | Rei: xeic Hamad bin Isa Al Khalifa | Primer ministre: príncep Salman bin Hamad Al Khalifa                               |
| Bangladesh                       | President: Shahabuddin Chuppu | Primer ministre: Sheikh Hasina                                                     |
| Barbados                         | Presidenta – Dama Sandra Mason | Primera ministre: Mia Mottley                                                      |
| Belarús                          | President: Aleksandr Lukaixenko | President: Aleksandr Lukaixenko                                                    |
| Bèlgica                          | Rei: Felip | Primer ministre: Bart de Wever                                                     |
| Belize                           | Rei: Carles III Governador General: dama Froyla Tzalam | Primer ministre: Johnny Briceño                                                    |
| Benín                            | President: Patrice Talon | President: Patrice Talon                                                           |
| Bhutan                           | Rei: Jigme Khesar Namgyel Wangchuck | Primer ministre: Lotay Tshering                                                    |
| Bolívia                          | President: Luis Arce | President: Luis Arce                                                               |
| Bòsnia i Hercegovina             | Alt Representant: Christian Schmidt | Alt Representant: Christian Schmidt                                                |
| Bòsnia i Hercegovina             | Presidència | Presidenta del Consell de Ministres: Borjana Krišto                                |
| Bòsnia i Hercegovina             | Željko Komšić (com a presidenta) | Presidenta del Consell de Ministres: Borjana Krišto                                |
| Bòsnia i Hercegovina             | Denis Bećirović Željka Cvijanović | Presidenta del Consell de Ministres: Borjana Krišto                                |
| Botswana                         | President: Mokgweetsi Masisi | President: Mokgweetsi Masisi                                                       |
| Brasil                           | President: Luiz Inácio Lula da Silva | President: Luiz Inácio Lula da Silva                                               |
| Brunei                           | Sultà i primer ministre: Hassanal Bolkiah | Sultà i primer ministre: Hassanal Bolkiah                                          |
| Bulgària                         | President: Rumen Radev | Primer ministre: Nikolai Denkov                                                    |
| Burkina Faso                     | President del Moviment Patriòtic de Salvaguarda i Restauració: Ibrahim Traoré | President del Moviment Patriòtic de Salvaguarda i Restauració: Ibrahim Traoré      |
| Burkina Faso                     | President interí: Ibrahim Traoré | Primer ministre interí: Apollinaire de Tambèla                                     |
| Burundi                          | President: Évariste Ndayishimiye | Primer Ministre – Gervais Ndirakobuca                                              |
| Cambodja                         | Rei: Norodom Sihamoni | Primer ministre: Hun Sen                                                           |
| Camerun                          | President: Paul Biya | Primer Ministre: Joseph Ngute                                                      |
| Canadà                           | Rei: Carles III Governador General: Mary Simon | Primer ministre: Justin Trudeau                                                    |
| Cap Verd                         | President: José Maria Neves | Primer ministre: Ulisses Correia e Silva                                           |
| República Centreafricana         | President: Faustin-Archange Touadéra | Primer ministre: Félix Moloua                                                      |
| Txad                             | President del Consell Militar de Transició: Mahamat Déby | Primer Ministre: Saleh Kebzabo                                                     |
| Xile                             | President: Gabriel Boric | President: Gabriel Boric                                                           |
| Xina                             | Secretari General del Partit Comunista: Xi Jinping | Secretari General del Partit Comunista: Xi Jinping                                 |
| Xina                             | President: Xi Jinping | Primer ministre del Consell d'Estat: Li Qiang                                      |
| Colòmbia                         | President: Gustavo Petro | President: Gustavo Petro                                                           |
| Comores                          | President: Azali Assoumani | President: Azali Assoumani                                                         |
| Congo, República Democràtica del | President: Félix Tshisekedi | Primer ministre: Jean-Michel Sama Lukonde                                          |
| Congo, República del             | President: Denis Sassou-Nguesso | Primer ministre: Anatole Collinet Makosso                                          |
| Costa Rica                       | President: Rodrigo Chaves Robles | President: Rodrigo Chaves Robles                                                   |
| Croàcia                          | President: Zoran Milanović | Primer ministre: Andrej Plenković                                                  |
| Cuba                             | Primer Secretari del Partit Comunista: Miguel Díaz-Canel | Primer Secretari del Partit Comunista: Miguel Díaz-Canel                           |
| Cuba                             | President: Miguel Díaz-Canel | Primer ministre: Manuel Marrero Cruz                                               |
| Txeca, República                 | President: Petr Pavel | Primer ministre: Petr Fiala                                                        |
| Dinamarca                        | Reina: Margarida II | Primera ministra: Mette Frederiksen                                                |
| Djibouti                         | President: Ismaïl Omar Guelleh | Primer ministre: Abdoulkader Kamil Mohamed                                         |
| Dominica                         | President: Charles Savarin | Primer ministre: Roosevelt Skerrit                                                 |
| Dominicana, República            | President: Luis Abinader | President: Luis Abinader                                                           |
| Timor Oriental                   | President: José Ramos-Horta | Primer ministre: Xanana Gusmão                                                     |
| Equador                          | President: Guillermo Lasso | President: Guillermo Lasso                                                         |
| Egipte                           | President: Abdel Fattah el-Sisi | Primer ministre: Moustafa Madbouly                                                 |
| El Salvador                      | President: Nayib Bukele | President: Nayib Bukele                                                            |
| Guinea Equatorial                | President: Teodoro Obiang Nguema Mbasogo | Primer ministre: Francisco Pascual Obama Asue                                      |
| Eritrea                          | President del Front Popular per a la Democràcia i la Justícia: Isaias Afewerki | President del Front Popular per a la Democràcia i la Justícia: Isaias Afewerki     |
| Eritrea                          | President: Isaias Afewerki |                                                                                    |
| Estònia                          | President: Alar Karis | Primera ministra: Kaja Kallas                                                      |
| Swazilàndia                      | Rei: Mswati III | Primer ministre: Cleopas Dlamini                                                   |
| Etiòpia                          | Presidenta: Sahle-Work Zewde | Primer ministre: Abiy Ahmed                                                        |
| Fiji                             | President: ratu Wiliame Katonivere | Primer ministre: Sitiveni Rabuka                                                   |
| Finlàndia                        | President: Sauli Niinistö | Primer ministre: Petteri Orpo                                                      |
| França                           | President: Emmanuel Macron | Primer ministre: Gabriel Attal                                                     |
| Gabon                            | President: Ali Bongo Ondimba | Primera ministra: Alain Claude Bilie By Nze                                        |
| Gàmbia                           | President: Adama Barrow | President: Adama Barrow                                                            |
| Geòrgia                          | Presidenta: Salomé Zourabichvili | Primer ministre: Irakli Garibashvili                                               |
| Ghana                            | President: Nana Akufo-Addo | President: Nana Akufo-Addo                                                         |
| Grècia                           | Presidenta: Katerina Sakel·laropulu | Primer ministre: Kiriakos Mitsotakis                                               |
| Grenada                          | Rei: Carles III Governador General: dama Cécile La Grenade | Primer ministre: Dickon Mitchell                                                   |
| Guatemala                        | President: Alejandro Giammattei | President: Alejandro Giammattei                                                    |
| Guinea                           | President del Comitè Nacional de Reconciliació i Desenvolupament: Mamady Doumbouya                                                                                                 | President del Comitè Nacional de Reconciliació i Desenvolupament: Mamady Doumbouya |
| Guinea                           | President interí: Mamady Doumbouya | Primer ministre interí: Bernard Gomou                                              |
| Guinea Bissau                    | President: Umaro Sissoco Embaló | Primer ministre: Geraldo Martins                                                   |
| Guyana                           | President: Irfaan Ali | Primer ministre: Mark Phillips                                                     |
| Haití                            | President interí: Ariel Henry | Primer ministre: Ariel Henry                                                       |
| Hondures                         | Presidenta: Xiomara Castro | Presidenta: Xiomara Castro                                                         |
| Hongria                          | Presidenta: Katalin Novák | Primer ministre: Viktor Orbán                                                      |
| Islàndia                         | President: Guðni Th. Jóhannesson | Primera ministre: Katrín Jakobsdóttir                                              |
| Índia                            | Presidenta: Droupadi Murmu | Primer ministre: Narendra Modi                                                     |
| Indonèsia                        | President: Joko Widodo | President: Joko Widodo                                                             |
| Iran                             | Líder Suprem: Ali Khamenei | President: Ebrahim Raisi                                                           |
| Iraq                             | President: Abdul Latif Rashid | Primer ministre: Mohammed Shia' Al-Sudani                                          |
| Irlanda                          | President: Michael D. Higgins | Taoiseach: Leo Varadkar                                                            |
| Israel                           | President: Isaac Herzog | Primer ministre: Binyamín Netanyahu                                                |
| Itàlia                           | President: Sergio Mattarella | Primer Ministre: Giorgia Meloni                                                    |
| Costa d'Ivori                    | President: Alassane Ouattara | Primer ministre: Patrick Achi                                                      |
| Jamaica                          | Rei: Carles III Governador General: sir Patrick Allen | Primer ministre: Andrew Holness                                                    |
| Japó                             | Emperador: Naruhito | Primer ministre: Fumio Kishida                                                     |
| Jordània                         | Rei: Abd-Al·lah II | Primer ministre: Bisher Al-Khasawneh                                               |
| Kazakhstan                       | President: Qasym-Zhomart Toqaev | Primer ministre: Älihan Smaiylov                                                   |
| Kenya                            | President: William Ruto | President: William Ruto                                                            |
| Kiribati                         | President: Taneti Maamau | President: Taneti Maamau                                                           |
| Kuwait                           | Emir: xeic Nawaf Al-Ahmad Al-Jaber Al-Sabah | Primer ministre: xeic Ahmad Nawaf Al-Ahmad Al-Sabah                                |
| Kirguizstan                      | President: Sadir Japarov | Primer ministre: Akylbek Japarov                                                   |
| Laos                             | Secretari General del Partit Comunista: Thongloun Sisoulith | Secretari General del Partit Comunista: Thongloun Sisoulith                        |
| Laos                             | President: Thongloun Sisoulith | Primer ministre: Sonexay Siphandone                                                |
| Letònia                          | President: Edgars Rinkēvičs | Primer ministre: Krišjānis Kariņš                                                  |
| Líban                            | President: Joseph Aoun | Primer Ministre: Nawaf Salam                                                       |
| Lesotho                          | Rei: Letsie III | Primer Ministre: Sam Matekane                                                      |
| Libèria                          | President: George Weah | President: George Weah                                                             |
| Líbia                            | President del Consell Presidencial: Mohamed al-Menfi | Primer Ministre: Abdul Hamid Dbeibeh                                               |
| Liechtenstein                    | Príncep: Hans-Adam II | Primer Ministre: Daniel Risch                                                      |
| Liechtenstein                    | Regent: príncep hereu Alois | Primer Ministre: Daniel Risch                                                      |
| Lituània                         | President: Gitanas Nausėda | Primera ministre: Ingrida Šimonytė                                                 |
| Luxemburg                        | Gran Duc: Enric I | Primer ministre: Xavier Bettel                                                     |
| Madagascar                       | President: Andry Rajoelina | Primer ministre: Christian Ntsay                                                   |
| Malawi                           | President: Lazarus Chakwera | President: Lazarus Chakwera                                                        |
| Malàisia                         | Yang di-Pertuan Agong: Abdullah Sultan Ahmad Shah | Primer ministre: Anwar Ibrahim                                                     |
| Maldives                         | President: Ibrahim Mohamed Solih | President: Ibrahim Mohamed Solih                                                   |
| Mali                             | President interí: Assimi Goïta | Primer ministre interí: Choguel Kokalla Maïga                                      |
| Malta                            | President: George Vella | Primer ministre: Robert Abela                                                      |
| Marshall, Illes                  | President: David Kabua | President: David Kabua                                                             |
| Mauritània                       | President: Mohamed Ould Ghazouani | Primer ministre: Moctar Ould Diay                                                  |
| Maurici                          | President: Prithvirajsing Roopun | Primer ministre: Pravind Jugnauth                                                  |
| Mèxic                            | President: Andrés Manuel López Obrador | President: Andrés Manuel López Obrador                                             |
| Micronèsia, Estats Federats de   | President: Wesley W. Simina | President: Wesley W. Simina                                                        |
| Moldàvia                         | Presidenta: Maia Sandu | Primera ministre: Dorin Recean                                                     |
| Mònaco                           | Príncep: Albert II | Ministre d'Estat: Pierre Dartout                                                   |
| Mongòlia                         | President: Ukhnaagiin Khürelsükh | Primer ministre: Luvsannamsrain Oyun-Erdene                                        |
| Montenegro                       | President: Jakov Milatović | Primer ministre: Dritan Abazović Primer ministre electe: Milojko Spajić            |
| Marroc                           | Rei: Mohammed VI | Primer ministre: Aziz Akhannouch                                                   |
| Moçambic                         | President: Filipe Nyusi | Primer ministre: Adriano Maleiane                                                  |
| Birmània                         | President del Consell Administratiu de l'Estat de Birmània: Min Aung Hlaing | President del Consell Administratiu de l'Estat de Birmània: Min Aung Hlaing        |
| Birmània                         | President interí: Myint Swe | Primer Ministre: Min Aung Hlaing                                                   |
| Namíbia                          | President: Hage Geingob | Primera ministre: Saara Kuugongelwa                                                |
| Nauru                            | President: Russ Kun | President: Russ Kun                                                                |
| Nepal                            | President: Ram Chandra Poudel | Primer ministre: Pushpa Kamal Dahal                                                |
| Països Baixos                    | Rei: Guillem Alexandre | Primer ministre: Mark Rutte                                                        |
| Nova Zelanda                     | Rei: Carles III Governador General: dama Cindy Kiro | Primer Ministre: Chris Hipkins                                                     |
| Nicaragua                        | President: Daniel Ortega | President: Daniel Ortega                                                           |
| Níger                            | President: Mohamed Bazoum | Primer ministre: Ouhoumoudou Mahamadou                                             |
| Nigèria                          | President: Bola Tinubu | President: Bola Tinubu                                                             |
| Corea del Nord                   | Secretari General del Partit dels Treballadors de Corea: Kim Jong-un | Secretari General del Partit dels Treballadors de Corea: Kim Jong-un               |
| Corea del Nord                   | President de la Comissió Nacional de Defensa de Corea del Nord: Kim Jong-un | Premier: Kim Tok-hun                                                               |
| Macedònia del Nord               | President: Stevo Pendarovski | President del Govern: Dimitar Kovačevski                                           |
| Noruega                          | Rei: Harald V | Primer Ministre: Jonas Gahr Støre                                                  |
| Oman                             | Sultà i primer ministre: Haitham bin Tariq al Said | Sultà i primer ministre: Haitham bin Tariq al Said                                 |
| Pakistan                         | President: Arif Alvi | Primer ministre: Shehbaz Sharif                                                    |
| República de Palau               | President: Surangel Whipps Jr. | President: Surangel Whipps Jr.                                                     |
| Palestina                        | President: Mahmoud Abbas | Primer ministre: Mohammad Shtayyeh                                                 |
| Panamà                           | President: Laurentino Cortizo | President: Laurentino Cortizo                                                      |
| Papua Nova Guinea                | Rei: Carles III Governador General: sir Bob Dadae | Primer ministre: James Marape                                                      |
| Paraguai                         | President: Santiago Peña | President: Santiago Peña                                                           |
| Perú                             | President: Dina Boluarte | Primer ministre: Alberto Otárola                                                   |
| Filipines                        | President: Bongbong Marcos | President: Bongbong Marcos                                                         |
| Polònia                          | President: Karol Nawrocki | Primer ministre: Donald Tusk                                                       |
| Portugal                         | President: Marcelo Rebelo de Sousa | Primer ministre: António Costa                                                     |
| Qatar                            | Emir: xeic Tamim bin Hamad Al Thani | Primer ministre: xeic Khalid bin Khalifa bin Abdul Aziz Al Thani                   |
| Romania                          | President: Klaus Iohannis | Primer ministre: Marcel Ciolacu                                                    |
| Rússia                           | President: Vladímir Putin | Primer ministre: Mikhail Mishustin                                                 |
| Ruanda                           | President: Paul Kagame | Primer ministre: Édouard Ngirente                                                  |
| Saint Kitts i Nevis              | Rei: Carles III Governador General: Dame Marcella Liburd | Primer ministre: Terrance Drew                                                     |
| Saint Lucia                      | Rei: Carles III Governador General: sir Errol Charles | Primer ministre: Philip J. Pierre                                                  |
| Saint Vincent i les Grenadines   | Rei: Carles III Governador General: Susan Dougan | Primer ministre: Ralph Gonsalves                                                   |
| Samoa                            | O le Ao o le Malo: Afioga Tuimalealiʻifano Vaʻaletoʻa Sualauvi II | Primer ministre: Fiamē Naomi Mataʻafa                                              |
| San Marino                       | Capità Regent: Alessandro Scarano | Secretari d'Afers Exteriors i Polítics: Luca Beccari                               |
| San Marino                       | Capità Regent: Adele Tonnini | Secretari d'Afers Exteriors i Polítics: Luca Beccari                               |
| São Tomé i Príncipe              | President: Carlos Vila Nova | Primer ministre: Patrice Trovoada                                                  |
| Aràbia Saudita                   | Rei: Salman | Primer Ministre: Mohammed bin Salman                                               |
| Senegal                          | President: Macky Sall | Primer Ministre: Amadou Ba                                                         |
| Sèrbia                           | President: Aleksandar Vučić | Primer ministre: Đuro Macut                                                        |
| Seychelles                       | President: Wavel Ramkalawan | President: Wavel Ramkalawan                                                        |
| Sierra Leone                     | President: Julius Maada Bio | Ministre en cap: David Moinina Sengeh                                              |
| Singapur                         | Presidenta: Halimah Yacob | Primer ministre: Lee Hsien Loong                                                   |
| Eslovàquia                       | Presidenta: Zuzana Čaputová | Primer ministre: Ľudovít Ódor                                                      |
| Eslovènia                        | President: Nataša Pirc Musar | Primer ministre: Robert Golob                                                      |
| Salomó                           | Rei: Carles III Governador General: sir David Vunagi | Primer ministre: Manasseh Sogavare                                                 |
| Somàlia                          | President: Xasan Sheekh Maxamuud | Primer ministre: Hamza Abdi Barre                                                  |
| Sud-àfrica                       | President: Cyril Ramaphosa | President: Cyril Ramaphosa                                                         |
| Corea del Sud                    | President: Lee Jae-myung | President: Lee Jae-myung                                                           |
| Sudan del Sud                    | President: Salva Kiir Mayardit | President: Salva Kiir Mayardit                                                     |
| Espanya                          | Rei: Felip VI | President del Govern: Pedro Sánchez                                                |
| Sri Lanka                        | President: Ranil Wickremesinghe | Primer ministre: Dinesh Gunawardena                                                |
| Sudan                            | Cap del Consell de Sobirania: Abdel Fattah al-Burhan | Primer ministre en funcions: Osman Hussein                                         |
| Surinam                          | President: Chan Santokhi | President: Chan Santokhi                                                           |
| Suècia                           | Rei: Carles XVI Gustau | Primer ministre: Ulf Kristersson                                                   |
| Suïssa                           | Consell Federal | Consell Federal                                                                    |
| Suïssa                           | Membres: |                                                                                    |
| Síria                            | President: Abu Mohammad al-Julani | President: Abu Mohammad al-Julani                                                  |
| Tadjikistan                      | President: Emomali Rahmon | Primer ministre: Kokhir Rasulzoda                                                  |
| Tanzània                         | President: Samia Suluhu Hassan | Primer ministre: Kassim Majaliwa                                                   |
| Tailàndia                        | Rei: maha Vajiralongkorn | Primer ministre: Prayut Chan-o-cha                                                 |
| Togo                             | President: Faure Gnassingbé | Primera ministre: Victoire Tomegah Dogbé                                           |
| Tonga                            | Rei: Tupou VI | Primer ministre: Siaosi Sovaleni                                                   |
| Trinitat i Tobago                | Presidenta: Paula-Mae Weekes | Primera ministre: Keith Rowley                                                     |
| Tunísia                          | President: Kaïs Saïed | Cap de govern: Ahmed Hachani                                                       |
| Turquia                          | President: Recep Tayyip Erdoğan | President: Recep Tayyip Erdoğan                                                    |
| Turkmenistan                     | President: Serdar Berdimuhamedow |                                                                                    |
| Tuvalu                           | Rei: Carles III Governador General: sir Tofiga Vaevalu Falani | Primer ministre: Kausea Natano                                                     |
| Uganda                           | President: Yoweri Museveni | Primera ministre: Robinah Nabbanja                                                 |
| Ucraïna                          | President: Volodímir Zelenski | Primer ministre: Denís Xmihal                                                      |
| Emirats Àrabs Units              | President: xeic Mohammed bin Zayed Al Nahyan | Primer ministre: xeic Mohammed bin Rashid Al Maktoum                               |
| Regne Unit                       | Rei: Carles III | Primer ministre: Rishi Sunak                                                       |
| Estats Units d'Amèrica           | President: Joe Biden | President: Joe Biden                                                               |
| Uruguai                          | President: Luis Alberto Lacalle Pou | President: Luis Alberto Lacalle Pou                                                |
| Uzbekistan                       | President: Shavkat Mirziyoyev | Primer ministre: Abdulla Aripov                                                    |
| Vanuatu                          | President: Nikenike Vurobaravu | Primer ministre: Ishmael Kalsakau                                                  |
| Ciutat del Vaticà                | Cap: papa Francesc | President del Govern: cardenal Fernando Vérgez Alzaga                              |
| Veneçuela                        | President: Nicolás Maduro | President: Nicolás Maduro                                                          |
| Vietnam                          | Secretari General del Partit Comunista: Nguyễn Phú Trọng | Secretari General del Partit Comunista: Nguyễn Phú Trọng                           |
| Vietnam                          | President: Võ Văn Thưởng | Primer ministre: Phạm Minh Chính                                                   |
| Iemen                            | President del Consell d'Administració Presidencial: Rashad al-Alimi | Primer ministre: Maeen Abdulmalik Saeed                                            |
| Xipre                            | President: Nicos Anastasiades | President: Nicos Anastasiades                                                      |
| Zàmbia                           | President: Hakainde Hichilema | President: Hakainde Hichilema                                                      |
| Zimbàbue                         | President: Emmerson Mnangagwa | President: Emmerson Mnangagwa                                                      |

## Caps de dependències i països no-membres de l'ONU
Aquests governs són sobirans, però no són estats membres de l'ONU, ni independents per ells mateixos i, per tant, tenen el mateix cap d'Estat que l'Estat sobirà al qual pertanyen.
| Estat sobirà  | Entitat          | Estatus                  | Cap d'Estat                                               | Cap de govern                                                                 |
| ------------- | ---------------- | ------------------------ | --------------------------------------------------------- | ----------------------------------------------------------------------------- |
| Regne Unit    | Jersey           | Dependència de la Corona | Rei: Carles III Governador Lloctinent: sir Stephen Dalton | Ministre en cap: John Le Fondré                                               |
| Regne Unit    | Guernsey         | Dependència de la Corona | Rei: Carles III Governador Lloctinent: Ian Corder         | President de la Policia i del Comitè de Recursos: Gavin St Pier               |
| Regne Unit    | Illa de Man      | Dependència de la Corona | Rei: Carles III Governador Lloctinent: sir Richard Gozney | Ministre en cap: Howard Quayle                                                |
| Regne Unit    | Escòcia          | Estat constituent        | Rei: Carles III                                           | Primera ministra: Humza Yousaf                                                |
| Regne Unit    | Irlanda del Nord | Estat constituent        | Rei: Carles III                                           | Primera ministra: Arlene Foster Primer ministre en funcions: Michelle O’Neill |
| Regne Unit    | Gal·les          | Estat constituent        | Rei: Carles III                                           | Primer ministre: Mark Drakeford                                               |
| Països Baixos | Aruba            | Estat constituent        | Rei: Guillem Alexandre Governador: Alfonso Boekhoudt      | Primera ministra: Evelyn Wever-Croes                                          |
| Països Baixos | Curaçao          | Estat constituent        | Rei: Guillem Alexandre Governadora: Lucille George-Wout   | Primer ministre: Eugene Rhuggenaath                                           |
| Països Baixos | Sint Maarten     | Estat constituent        | Rei: Guillem Alexandre Governador: Eugene Holiday         | Primera ministra: Silveria Jacobs                                             |
| Dinamarca     | Grenlàndia       | Estat constituent        | Reina: Margarida II Alta Comissionada: Mikaela Engell     | Primer ministre: Kim Kielsen                                                  |
| Dinamarca     | Illes Fèroe      | Estat constituent        | Reina: Margarida II Alt Comissionat: Lene Moyell Johansen | Primer ministre: Bárður á Steig Nielsen                                       |

## Altres estats
Aquests estats controlen el seu territori i són reconeguts, com a mínim, per un Estat membre de l'ONU.
| Estat             | També reclamat per | Cap d'Estat                                         | Cap de govern                                       |
| ----------------- | ------------------ | --------------------------------------------------- | --------------------------------------------------- |
| Abkhàzia          | Geòrgia            | President: Aslan Bzhania                            | Primer ministre: Aleksander Ankvab                  |
| Illes Cook        | Nova Zelanda       | Rei: Carles III Representant del rei: Tom Marsters  | Primer ministre: Mark Brown                         |
| Kosovo            | Sèrbia             | Presidenta: Vjosa Osmani                            | Primer ministre: Albin Kurti                        |
| Niue              | Nova Zelanda       | Rei: Carles III Governador General: dama Cindy Kiro | Premier: sir Dalton Tagelagi                        |
| Xipre del Nord    | Xipre              | President: Ersin Tatar                              | Primer ministre: Ersin Tatar                        |
| Sàhara Occidental | Marroc             | Secretari General del Front Polisario: Brahim Ghali | Secretari General del Front Polisario: Brahim Ghali |
| Sàhara Occidental | Marroc             | President: Brahim Ghali                             | Primer ministre: Bouchraya Hammoudi Bayoun          |
| Ossètia del Sud   | Geòrgia            | President: Alan Gagloyev                            | Primer ministre: Konstantin Dzhussoyev              |
| Taiwan            | Xina               | Presidenta: Tsai Ing-wen                            | President del Yuan Executiu: Su Tseng-chang         |

Aquests estats controlen el seu territori, però no han estat reconeguts per cap Estat membre de l'ONU.
| Estat        | També reclamat per | Cap d'Estat                   | Cap de govern                         |
| ------------ | ------------------ | ----------------------------- | ------------------------------------- |
| Artsakh      | Azerbaidjan        | President: Araïk Harutiunian  | President: Araïk Harutiunian          |
| Somalilàndia | Somàlia            | President: Muse Bihi Abdi     | President: Muse Bihi Abdi             |
| Transnístria | Moldàvia           | President: Vadim Krasnoselsky | Primer ministre: Aleksander Rozenberg |

## Altres governs
Aquests governs alternatius són reconeguts com a legítims, com a mínim, per un Estat membre de l'ONU.
| Govern                          | Estat     | Cap d'Estat                                                  | Cap de govern                                  |
| ------------------------------- | --------- | ------------------------------------------------------------ | ---------------------------------------------- |
| Líbia (Cambra de Representants) | Líbia     | President de the House de Representatives: Aguila Saleh Issa | Primer ministre: Abdullah al-Thani             |
| Veneçuela (Assemblea Nacional)  | Veneçuela | President de l'Assemblea Nacional: Juan Guaidó               | President de l'Assemblea Nacional: Juan Guaidó |
| Iemen (Suprem Consell Polític)  | Iemen     | President del Suprem Consell Polític: Mahdi al-Mashat        | Primer ministre: Abdel-Aziz bin Habtour        |

## Altres entitats
| Entitat                        | Cap d'Estat                                     | Cap de govern                                          |
| ------------------------------ | ----------------------------------------------- | ------------------------------------------------------ |
| Unió Europea                   | President del Consell Europeau: Charles Michel  | President de la Comissió Europea: Ursula von der Leyen |
| Orde Sobirà i Militar de Malta | Lloctinent (Gran Mestre interí): John T. Dunlap | Gran Canceller: Riccardo Paternò di Montecupo          |